# Rusi Taleyarkhan

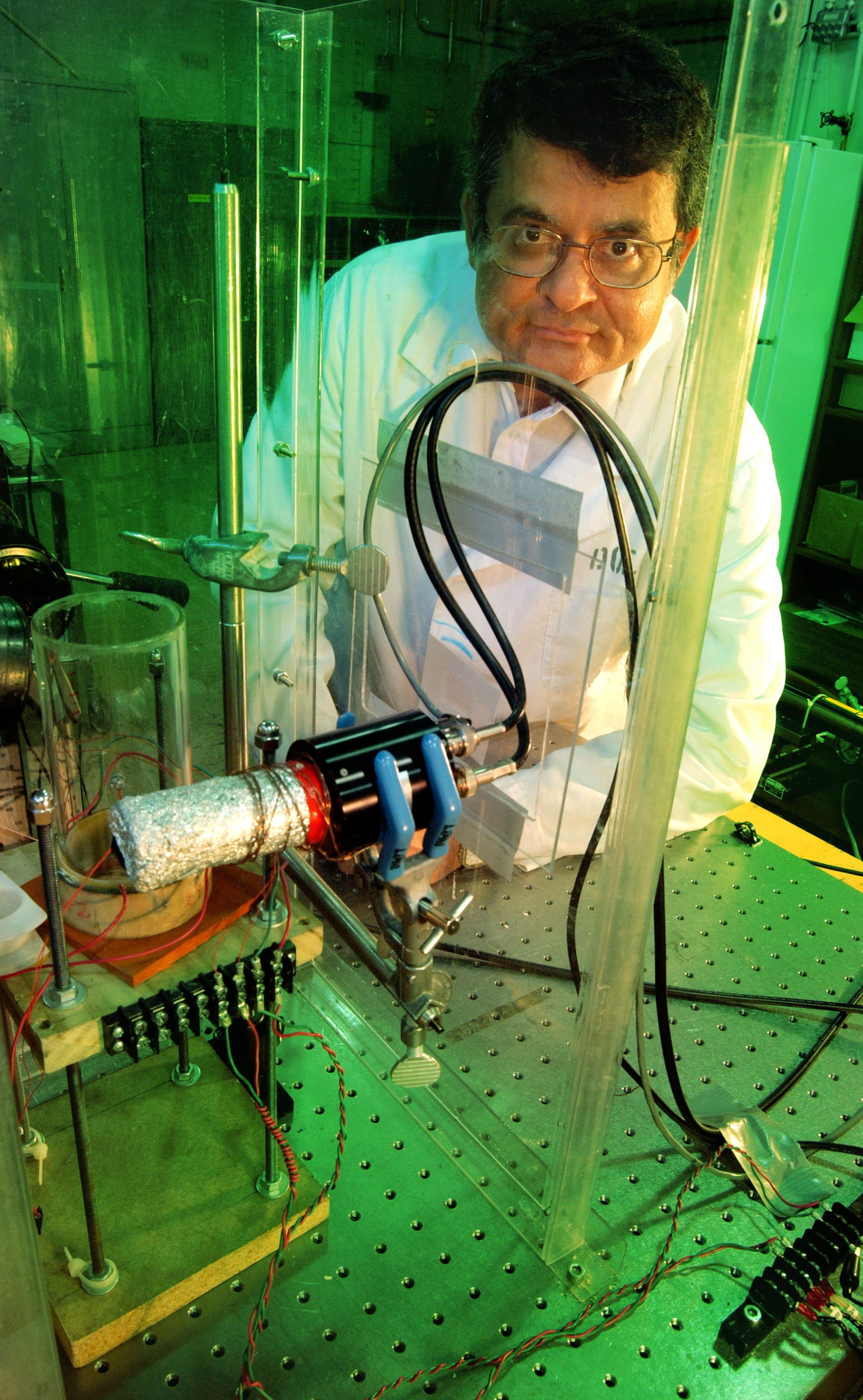
Rusi Taleyarkhan

Rusi P. Taleyarkhan es un miembro de la facultad del Departamento de Ingeniería Nuclear en la Universidad Purdue desde 2003. Previamente había trabajado en Laboratorio Nacional de Oak Ridge (ORNL) en Oak Ridge, Tennessee. Obtuvo su grado de Bachelor of Technology (Licenciado en tecnología) en Ingeniería mecánica del Instituto Indio de Tecnología de Madrás en 1977 y grados de maestría en ciencias y doctorado en filosofía (Ingeniería Nuclear y Ciencia) del Instituto Politécnico Rensselaer (RPI) en 1978 y 1982 respectivamente. También tiene una Maestría en Administración de Negocios del RPI. 
Fue juzgado culpable de mala conducta científica por "falsificación del registro de investigación" por una junta de revisión de Purdue en julio de 2008.

## Trabajo de sonofusión y controversia

Dispositivo de sonofusión usado por Rusi Taleyarkhan. 1. Bomba de vacío 2. Centelleador líquido 3. Fuente de neutrones 4. Generador de onda acústica 5. Cámara de prueba con fluido 6. Micrófono 7. Tubo fotomultiplicador 8. Dos átomos de deuterio colisionan 8a. Posible evento de fusión creando helio y un neutrón 8b. Posible evento de fusión creando tritio y un protón.

En 2002, mientras era un científico de último año en la ORNL, Taleyarkhan publicó un artículo sobre fusión nuclear alcanzada mediante el bombardeo de un contenedor de disolvente líquido con fuertes vibraciones ultrasónicas, un proceso conocido como sonofusión o fusión en burbujas. En teoría, las vibraciones colapsaron burbujas de gas en el disolvente, calentándolas hasta temperaturas lo suficientemente altas para fundir átomos de hidrógeno y liberar energía. Siguiendo su movimiento desde Oak Ridge hasta Purdue en 2003, Taleyarkhan publicó artículos adicionales sobre su investigación en esta área.
Otro gran número de científicos, sin embargo, no fue capaz de replicar el trabajo de Taleyarkhan, incluyendo artículos publicados en Physical Review Letters de la Universidad de Gotinga, desde la UCLA, de la Universidad de Illinois, de colegas anteriores en Oak Ridge National Labs, y un estudio financiado por la Oficina de Investigación Naval en la Universidad de California.
Los resultados de Taleyarkhan fueron según se informa repetidos por Edward Forringer de la LeTourneau University en los propios laboratorios de Taleyarkhan en Purdue en noviembre de 2006. Purdue decidió en esa ocasión no investigar más los cargos de mala conducta hacia Taleyarkhan hechos por otros miembros de la Facultad de Purdue.
La Chronicle of Higher Education (Crónica de una Educación Superior), sin embargo, notó algunos problemas con la verificación. "Durante este tiempo, el Dr. Taleyarkhan dice, otros dos científicos vinieron a su laboratorio y de manera independiente verificaron la fusión en burbuja. El Dr. Taleyarkhan sostiene que ambos eran expertos e hicieron su trabajo independientemente de él. Pero en entrevistas, ambos investigadores contradicen aspectos de su versión. Uno de esos científicos, Edward R. Forringer, profesor de física en la LeTourneau University, Texas, dice que él ciertamente no es un experto. Sin embargo, dice estar confiado de que sus resultados soportan la realidad de la fusión en burbuja". Forringer sin embargo no ha publicado su supuesta confirmación en ninguna revista arbitrada.
El 10 de mayo de 2007, Purdue anunció que ellos añadirían al menos un científico sin relación con la universidad para una nueva investigación de Taleyarkhan y su trabajo, bajo la insistencia de un panel del Congreso de los Estados Unidos que investigaría el uso de recursos federales en un intento para reproducir los resultados de Taleyarkhan. El panel citado se preocupó de que las reclamaciones de Taleyarkhan de verificación independiente fueran "altamente dudosas", y criticó a Purdue por utilizar tres de los mismos miembros de un anterior comité de investigación en su recientemente completada revisión. Taleyarkhan llamó al reporte un "reportaje unilateral y gruesamente exagerado" pero estuvo de acuerdo en cooperar.
El 10 de septiembre de 2007, Purdue reportó que su comité interno había determinado que "muchos asuntos ameritaban una mayor investigación" y que ellos estaban re-abriendo los procedimientos formales.
Este comité lo juzgó culpable de "mala conducta científica" por la "falsificación de el registro de investigación" en julio de 2008 y en el 27 de agosto de 2008 su status como miembro de la Facultad de Graduados de la Universidad de Purdue fue limitado al de "Graduado Especial de la Facultad". Le es permitido servir en comités graduados, pero no será capaz de servir como un profesor mayor o profesor co-mayor para estudiantes graduados por un periodo de 3 años.
Él está excluido por 28 meses, hasta septiembre de 2011, de recibir recursos federales de los Estados Unidos, debido a las acciones legales tomadas por la Oficina de Investigación Naval, que previamente financió algunas de sus investigaciones. Taleyarkhan recibió en septiembre de 2008 una subvención de 185 000 dólares de la National Science Foundation para investigar la fusión en burbuja a pesar de sus investigaciones mal conducidas, así que la ONR añadió en 2009 su nombre a la "Lista de Partes Excluidas" para prevenir futuras becas.

## Lectura adicional
- Seife, Charles (noviembre de 2009). «Bubble Trouble». Sun in a Bottle: The Strange History of Fusion and the Science of Wishful Thinking. Penguin. pp. 171-200. ISBN 978-0-14-311634-9. Consultado el 24 de septiembre de 2011.